# 查找我的iPhone
查找我的iPhone（英語：Find My iPhone）是用于苹果公司智能手机iPhone的应用程序，该软件各自对应平台的名称为查找我的iPad、查找我的iPod或查找我的Mac。该程序允许远程定位跟踪iOS设备和Mac电脑。

## 历史
2010年6月，查找我的iPhone首次作为应用程序向MobileMe用户发布。同年11月iOS 4.2发布，该软件免费用于装有该系统的设备。2011年10月，iCloud上线，该服务向所有iCloud用户免费开放。同样，该服务还为运行Mac OS X 10.7.2 "Lion"或后续版本的Mac计算机推出。
尽管该软件本身不与操作系统捆绑，但可透过App Store免费下载，在运行iOS 5.0及后续版本的所有iOS设备中使用。而在iOS 9正式版发布后，“查找我的iPhone”预装在该系统内，用户无须另外在App Store购买并下载安装。截至2013年3月，该服务适用于可使用iCloud的iOS 5及后续版本和OS X 10.7.5 "Lion"及后续版本。
| 版本号 | 发布日         | 改变                                                                                             |
| ------ | -------------- | ------------------------------------------------------------------------------------------------ |
| 1.0    | 2010年6月15日  | - 初版发布                                                                                       |
| 1.0.1  | 2010年9月7日   | - 支持第四代iPod Touch - 修复翻译和漏洞                                                          |
| 1.1    | 2010年11月22日 | - 向支持运行iOS 4.2的设备免费发布 - 新增语言                                                     |
| 1.2    | 2011年6月6日   | - 用户定位处于脱机状态的设备时，该设备联网时会发送定位电子邮件。 - 新增移除脱机设备的功能        |
| 1.2.1  | 2011年8月8日   | - 稳定性改善                                                                                     |
| 1.3    | 2011年10月12日 | - 支持iCloud - Find My Mac发布 - 新增请求此前曾脱机的设备在被定位时发送电子邮件                  |
| 1.4    | 2012年3月7日   | - 支持第三代iPad - 修复漏洞，改善稳定性                                                          |
| 2.0    | 2012年9月19日  | - iOS 6及后续版本推出丢失模式 - 电量侦测 - iOS 6及后续版本可永久登录                             |
| 2.0.1  | 2012年12月11日 | - iOS 6及后续版本的设备导航模式 - “播放噪音”、“丢失模式”和“擦出设备”按键移至与地图界面分开的屏幕 |
| 2.0.2  | 2013年3月21日  | - 修复漏洞，改善稳定性                                                                           |
| 2.0.3  | 2013年8月22日  | - 修复漏洞，改善稳定性                                                                           |
| 3.0    | 2013年10月22日 | - iOS 7版发布                                                                                    |
| 4.0    | 2014年9月17日  | - 支持iOS 8和家庭分享                                                                            |

## 功能
查找我的iPhone允许用户利用iOS应用或在计算机上登录iCloud.com来定位iOS设备。除了定位设备，该服务提供还三大关键功能：
- 放噪音（Play sound）：该功能能使设备以最大音量播放噪音，静音模式能让屏幕闪烁。如果设备已经遗失，该功能是非常有用的[8]。
- 丢失模式（Lost Mode，支持iOS 6及更高版本）：标记被盗的设备，从而允许用户用密码锁定设备。如果iPhone设备被人寻获，该名人士可能直接用用户联系失主[4][5][6]。
- 擦除iPhone（Erase iPhone，支持iOS 7及更高版本）：全面清除所有内容和设置。如果设备包含敏感信息，该功能是很有用的，但是一定执行该设备将不能被定位。擦除完成后，自定义消息仍可以消失，设备锁定激活。这使得设备很难使用或被出售，除非失主将其重置。若要关闭查找我的iPhone，需要输入Apple ID密码注销iCloud，远程擦除后重新激活设备。

iOS 6的更新版增加检查设备电量功能。自iOS 7版发布以来，用户抱怨App本身链接GPS、WiFi。一些手机用户已经注意到该程序在蜂窝协议带宽间传输时能自行禁用或启用。

### 要求
截至2013年1月，该服务支持iPhone、iPad、iPod Touch和运行OS X 10.7.5 "Lion或更高版本的Mac计算机。除了兼容设备，使用该服务必须开通免费的iCloud账户。Windows用户还可以透过iCloud.com追踪启用服务的设备，但不能利用该服务追踪其他品牌的PC。

## 事件
- 2011年11月，洛杉矶借助一名iPhone失主的查找我的iPhone服务寻获一名持枪抢劫犯罪嫌疑人[10]。
- 2012年9月，亚特兰大两名犯罪嫌疑人因持枪抢劫五名妇女被逮捕。警方利用其中一台被盗iPhone的查找我的iPhone功能定位嫌犯[11]。
- 自2011年初以来，一些Sprint用户利用程序发现他们所丢失的设备被送往拉斯维加斯一名59岁男子的家中。多人坚称该男子持有他们的设备，曾多次报警。该男子最终被迫在家门前竖立牌子表示自己没有偷手机[12]。
- 2015年1月16日，不列颠哥伦比亚省兰里市一名女性发现她的iMac被人入室抢走。大约一个月后，她的手机中接到通知，随后她通知警察，警方在两名男子尝试从后门逃走时逮捕了他们[13]。